# Régiment de Languedoc-Orléans
Pour les articles homonymes, voir régiment de Languedoc.
Le régiment de Languedoc-Orléans est un régiment d'infanterie du royaume de France créé en 1600 et licencié en 1660.

## Création et différentes dénominations
- 3 avril 1600 : formation du régiment de Montmorency
- 17 janvier 1601 : réformé
- 24 avril 1610 : rétablissement du régiment de Portes
- 23 juin 1610 : réformé
- 12 juin 1613 : rétablissement du régiment de Portes
- 1er juin 1614 : réformé
- 26 juin 1615 : rétablissement du régiment de Portes
- 1622 : se fait appeler régiment de Languedoc
- mai 1626 : licencié
- 2 avril 1628 : rétablissement du régiment de Languedoc
- 1632 : licencié
- 15 juillet 1636 : rétablissement du régiment de Languedoc
- 14 juin 1648 : renommé régiment de Languedoc-Orléans
- 13 février 1660 : licencié

## Colonels et mestres de camp

### Colonels propriétaires
- 3 avril 1600 : chevalier de Montmorency
- 24 avril 1610 : Antoine Hercule de Budos, marquis de Portes[Notes 1]
- 2 avril 1628 - 1630 : Henri, duc de Montmorency[Notes 2]
- 15 juillet 1636 : Charles de Schomberg, duc d'Halwin[Notes 3]
- 2 mai 1647 : Gaston de France[Notes 4]

### Mestres de camp
- 15 juillet 1636 : chevalier de Suze[Notes 5]
- 2 mai 1647 : M. de Vieuxpont[Notes 6]
- 24 mai 1647 : François de La Baune, comte de Valon[Notes 7]

### Mestre de camp lieutenant (régiment de Languedoc-Orléans)
- 14 juin 1648 - juin 1657 : François de La Baune, comte de Valon (ci-devant mestre de camp du régiment)

## Historique des garnisons, combats et batailles

### Régiment de Montmorency (1600-1601)
Le régiment est formé le 3 avril 1600 avec les débris du régiment de Montoison (qui était également appelé régiment de Languedoc (1585-1598)), dans le cadre la guerre franco-savoyarde, par le chevalier de Montmorency. Il est réformé le 17 janvier 1601 après le traité de Lyon. 

### Régiment de Portes (1610-1622)
Le régiment est rétabli le 24 avril 1610 sous le nom de régiment de Portes par Antoine Hercule de Budos, marquis de Portes, dans le cadre de la guerre de Succession de Juliers.
Il est cassé le 23 juin 1610 puis il est rétabli 12 juin 1613 avant d'être re-cassé 1er juin 1614 quelques mois avant le traité de Xanten. 
Rétabli une nouvelle fois le 15 août 1615, il sert toujours dans le Midi et participe, à la réduction de la 1re rébellion protestante.

### Régiment de Languedoc (1622-1648)
En 1622, il se fait appeler régiment de Languedoc. Après avoir participé au siège de Montpellier sous le commandement du duc Henry de Montmorency, gouverneur du Languedoc il est cassé en mai 1626 après le traité de Paris. 
Le régiment est rétabli le 2 avril 1628 pour Henri, duc de Montmorency. 
Il est une nouvelle fois licencié en 1632 après la catastrophe de son chef à Castelnaudary. 
Dans le cadre de la guerre de Trente Ans, le régiment est rétabli le 15 juillet 1636 par Charles de Schomberg, duc d'Halwin, qui a sous lui le chevalier de Suze pour mestre de camp-lieutenant. Le régiment participe en 1636 à la prise de Leucate puis à sa défense en 1637 durant laquelle le chevalier de Suze y est tué. Le régiment se trouve en 1637 à la reprise des îles de Lérins. De 1638 à 1640 il est affecté à l'armée de Roussillon puis en 1641 à l'armée de Guyenne puis de nouveau à l'armée de Roussillon en 1642 avec laquelle il participe à la prise de Perpignan. Le régiment est donné le 2 mai 1647 à Gaston, duc d'Orléans, qui a sous lui pour mestre de camp-lieutenant François de Labaune, comte de Valon. Affecté à l'armée d'Italie il se trouve à la prise de Casalmaggiore et au siège de Crémone. 

### Régiment de Languedoc-Orléans (1648-1660)
Le 14 juin 1648 il prend le titre de régiment de Languedoc-Orléans. 
 Le régiment participe au siège et à la bataille de Crémone, à la campagne de 1649 en Italie à la campagne de 1650 en Mayenne et au siège de Bordeauxavant de passer en Picardie en 1651.
 Devenu un régiment frondeur, il se trouve, en 1652, à la batailles d'Étampes et du faubourg Saint-Antoine, ainsi qu'au aux prises de Bar, de Château-Porcien et de Vervins, avant de faire sa soumission et de se retirer à Pouilly-sur-Loire.

En 1653, il rejoint l'armée de Catalogne, et participe au secours de Roses, siège de Gérone et au combat de Bordilly puis reste en Catalogne jusqu'à la paix des Pyrénées. 
En juin 1657, le comte de Valon se démet de sa charge et le régiment est licencié 13 février 1660, à la mort du duc d'Orléans. 

## Régiment de Montoison
Le régiment de Montataire est levé en 1572, par N. de Montataire, pour la quatrième guerre de Religion pour servir en Guyenne. Il passe en 1573 en Languedoc et y demeure jusqu'à la fin des guerres civiles. 
En 1585, il prend le nom de régiment de Languedoc.

Le 1er janvier 1592 il est donné à Claude de Clermont, comte de Montoison, devenant le « régiment de Montoison ». En 1592, le régiment se participe, à la bataille de Villemur, et à la prise de Vienne en 1595. Le régiment est cassé le 6 mai 1598 après la paix de Vervins. Les restes du régiment permet de former le « régiment de Montmorency (1600-1601) ».